# Садлоґощ
Садлоґощ (пол. Sadłogoszcz, нім. Joachimsdorf) — село в Польщі, у гміні Барцин Жнінського повіту Куявсько-Поморського воєводства.
Населення — 186 осіб (2011).
У 1975-1998 роках село належало до Бидгощського воєводства.

## Демографія
Демографічна структура станом на 31 березня 2011 року:
|          | Загалом | Допрацездатний вік | Працездатний вік | Постпрацездатний вік |
| -------- | ------- | ------------------ | ---------------- | -------------------- |
| Чоловіки | 96      | 21                 | 69               | 6                    |
| Жінки    | 90      | 20                 | 52               | 18                   |
| Разом    | 186     | 41                 | 121              | 24                   |